# Aero-Service
Aero-Service is een luchtvaartmaatschappij uit Congo Brazzaville met haar thuisbasis in Brazzaville.

## Geschiedenis
Áero-Service is opgericht in 1967 als Aero Service Africo.De naam werd later gewijzigd in Aero-Service.

## Vloot
De vloot van Aero-Service bestaat uit:(per 9 mei 2007)
- 1 Antonov AN-12BK
- 1 Antonov AN-24RV
- 1 CASA 212-300
- 1 CASA 212-100
- 1 Britten Norman 2
- 1 Cessna 404 Titan
- 1 Cessna 402B